# منطقة جونديا
جونديا رمزها «GO» (بالإنجليزية: Gondia)‏، هو تقسيم إداري لدولة الهند تتبع ولاية ماهاراشترا (بالإنجليزية: Maharashtra)‏، مركزها هو مدينة جونديا (بالإنجليزية: Gondia)‏ عدد سكانها حسب تعداد سنة 2001 هو 1,200,151، مساحتها 5,234 كم² وكثافة السكان 221 لكل كم².

## التقسيم الإداري
تنقسم المنطقة لـ 4 أقسام فرعية (جونديا، ديوري، تيرودا ومورجون أرجوني، مقسمة بدورها لـ 8 تحصيلات، 556 بانشيات (مجالس قروية) و 954 قرية.

## المناخ
يظهر الجدول التالي التغييرات المناخية على مدار السنة لمنطقة جونديا:
| البيانات المناخية لـمنطقة جونديا  | البيانات المناخية لـمنطقة جونديا | البيانات المناخية لـمنطقة جونديا | البيانات المناخية لـمنطقة جونديا | البيانات المناخية لـمنطقة جونديا | البيانات المناخية لـمنطقة جونديا | البيانات المناخية لـمنطقة جونديا | البيانات المناخية لـمنطقة جونديا | البيانات المناخية لـمنطقة جونديا | البيانات المناخية لـمنطقة جونديا | البيانات المناخية لـمنطقة جونديا | البيانات المناخية لـمنطقة جونديا | البيانات المناخية لـمنطقة جونديا | البيانات المناخية لـمنطقة جونديا |
| الشهر                             | يناير                            | فبراير                           | مارس                             | أبريل                            | مايو                             | يونيو                            | يوليو                            | أغسطس                            | سبتمبر                           | أكتوبر                           | نوفمبر                           | ديسمبر                           | المعدل السنوي                    |
| --------------------------------- | -------------------------------- | -------------------------------- | -------------------------------- | -------------------------------- | -------------------------------- | -------------------------------- | -------------------------------- | -------------------------------- | -------------------------------- | -------------------------------- | -------------------------------- | -------------------------------- | -------------------------------- |
| متوسط درجة الحرارة الكبرى °م (°ف) | 27.6 (81.7)                      | 31.1 (88.0)                      | 35.2 (95.4)                      | 39.0 (102.2)                     | 42.1 (107.8)                     | 38.1 (100.6)                     | 30.5 (86.9)                      | 29.9 (85.8)                      | 30.8 (87.4)                      | 31.0 (87.8)                      | 29.3 (84.7)                      | 27.9 (82.2)                      | 32.7 (90.9)                      |
| متوسط درجة الحرارة الصغرى °م (°ف) | 13.3 (55.9)                      | 15.4 (59.7)                      | 19.6 (67.3)                      | 24.6 (76.3)                      | 28.9 (84.0)                      | 27.4 (81.3)                      | 24.3 (75.7)                      | 24.1 (75.4)                      | 23.9 (75.0)                      | 21.2 (70.2)                      | 15.2 (59.4)                      | 12.9 (55.2)                      | 20.9 (69.6)                      |
| الهطول مم (إنش)                   | 18.0 (0.71)                      | 30.7 (1.21)                      | 16.0 (0.63)                      | 16.0 (0.63)                      | 13.7 (0.54)                      | 219.2 (8.63)                     | 503.9 (19.84)                    | 443.5 (17.46)                    | 222.3 (8.75)                     | 66.5 (2.62)                      | 22.9 (0.90)                      | 5.8 (0.23)                       | 1٬578٫5 (62.15)                  |
| المصدر: Government of Maharashtra |                                  |                                  |                                  |                                  |                                  |                                  |                                  |                                  |                                  |                                  |                                  |                                  |                                  |